# Petalium brevisetum
Petalium brevisetum är en skalbaggsart som beskrevs av Ford 1973. Petalium brevisetum ingår i släktet Petalium och familjen trägnagare. Inga underarter finns listade i Catalogue of Life.